# Hafciarz Juan López de Robredo
Hafciarz Juan López de Robredo (hiszp. El bordador Juan López de Robredo) – obraz olejny hiszpańskiego malarza Francisca Goi, znajduje się w prywatnej kolekcji.

## Okoliczności powstania
Obraz był wcześniej błędnie uważany za portret Matíasa Gaspariniego, neapolitańczyka zatrudnionego przy dekoracji Pałacu Królewskiego w Madrycie, lub jego syna Antonia. Dopiero w 1974 María Luisa Barreno Sevillano zidentyfikowała postać jako Juana Lópeza de Robredo, pochodzącego z rodziny artystów od pokoleń zajmujących się haftem. Po śmierci ojca w 1788, López de Robredo zajął jego stanowisko nadwornego hafciarza króla Karola IV. Zajmował się projektowaniem i tworzeniem wyszukanych haftów, które zdobiły stroje dworzan. Projektował stroje dla całej rodziny królewskiej. Wykonywał także zasłony, baldachimy i haftowane obrazy, wśród których wyróżniają się te zamówione przez królową Marię Ludwikę przechowywane w hiszpańskich rezydencjach królewskich.
Wykonawcy zawodów takich jak hafciarz czy złotnik byli zaliczani do rzemieślników, co niekorzystnie wpływało na ich status społeczny. López de Robredo otrzymał szlachectwo, ale dworzanie nie używali należnego mu tytułu „don”. Zdarzało się także, że nie zapraszano hafciarzy do przygotowywania i przedstawiania wzorów. Z tych powodów kilkakrotnie skarżył się królowi. Aby podkreślić swój status społeczny, wystąpił o pozwolenie na używanie uniformu, podobnego do tego, który nosili nadworni malarze, rzeźbiarze i szlifierze diamentów. Zaproponował  również szczególny wzór haftu dla stroju swojego gremium. Otrzymał zgodę w lipcu 1798; prawdopodobnie z tej okazji zamówił portret u Francisca Goi. Wybór znanego portrecisty i jednego z faworytów hiszpańskiego dworu świadczy o ambicji Lópeza de Robredo. Goya mógł dobrze rozumieć aspiracje hafciarza, gdyż jego własna droga do kariery na dworze i pozycji w madryckim społeczeństwie nie była łatwa. Obraz powstał w 1798, roku zatwierdzenia uniformu, lub w 1799.

## Opis obrazu
Goya przedstawił hafciarza w półpostaci, siedzącego w fotelu. Jest przesadnie wyprostowany, wydaje się pewny siebie i dumny z wykonywanego zawodu. Na sobie ma uniform nadwornego hafciarza, o którego powstanie zabiegał, a w ręce trzyma znamienny wzór haftu z motywem roślinnym zaprojektowany dla jego gremium. Stroju dopełnia biała koszula z wysokim kołnierzykiem. Uwagę przykuwają liczne złote hafty na niebieskawym uniformie i czerwonej kamizelce. Padające światło rozjaśnia przede wszystkim twarz modela, podkreślając jego charakter. Rozświetlona twarz kontrastuje z dominującymi ciemnymi tonami. Widoczna jest dysproporcja pomiędzy stosunkowo małą głową a korpulentnym torsem.
Istnieje replika tego obrazu (kolekcja Aldama), którą José Gudiol uznał za autorską.

## Proweniencja
Od czasu powstania obraz miał wielu właścicieli. W 1947 został nabyty poza Hiszpanią przez Juana Gómeza Acebo y Moret, markiza de Zurgena. W 1955 jako darowizna przeszedł do nowego właściciela. W 1996 należał do kolekcji księżnej de Santo Buono. W 2011 Hiszpania zezwoliła na sprzedaż obrazu poza krajem; został wystawiony w domu aukcyjnym Christie’s w Londynie, ale nie znalazł kupca.